# Антологія
Антоло́гія (від грец. ἀνϑολογια, букв. — збирання квітів, трактат про квіти, від ἄνϑος — квітка і λόγος — слово, вчення) — збірка найхарактерніших творів кількох письменників певного жанру чи літературного періоду.

## Перші антології
Першим упорядником антології вважають еллінського поета Мелеагра із Гадари. Близько 90 року до н. е. він упорядкував «Вінець» (або «Грецьку антологію»), до якої увійшли епіграми майже 50 поетів, починаючи від Архілоха (7 століття до н. е.) та закінчуючи сучасниками (серед яких був і сам упорядник антології).

## Антології 20 століття
- Акорди: Антологія української лірики від смерті Шевченка. — Львів, 1903.
- Зеров М. Антологія римської поезії. — Київ, 1920.
- Антологія західноукраїнської літератури 20 століття. — Харків, 1930.
- Антологія української поезії. — Т. 1—3. — Харків, 1930—1931.
- Антологія сучасної української поезії. — Львів, 1936.
- Націоналізм: Антологія. — Київ, 2000.
- Стежка крізь безмір: Сто німецьких поезій (750—1950, переклад Ігоря Качуровського). — Париж, Львів, Цвікау, 2000.